# Bezauer Seilbahn
Koordinaten: 47° 23′ 7,8″ N, 9° 55′ 14,3″ O

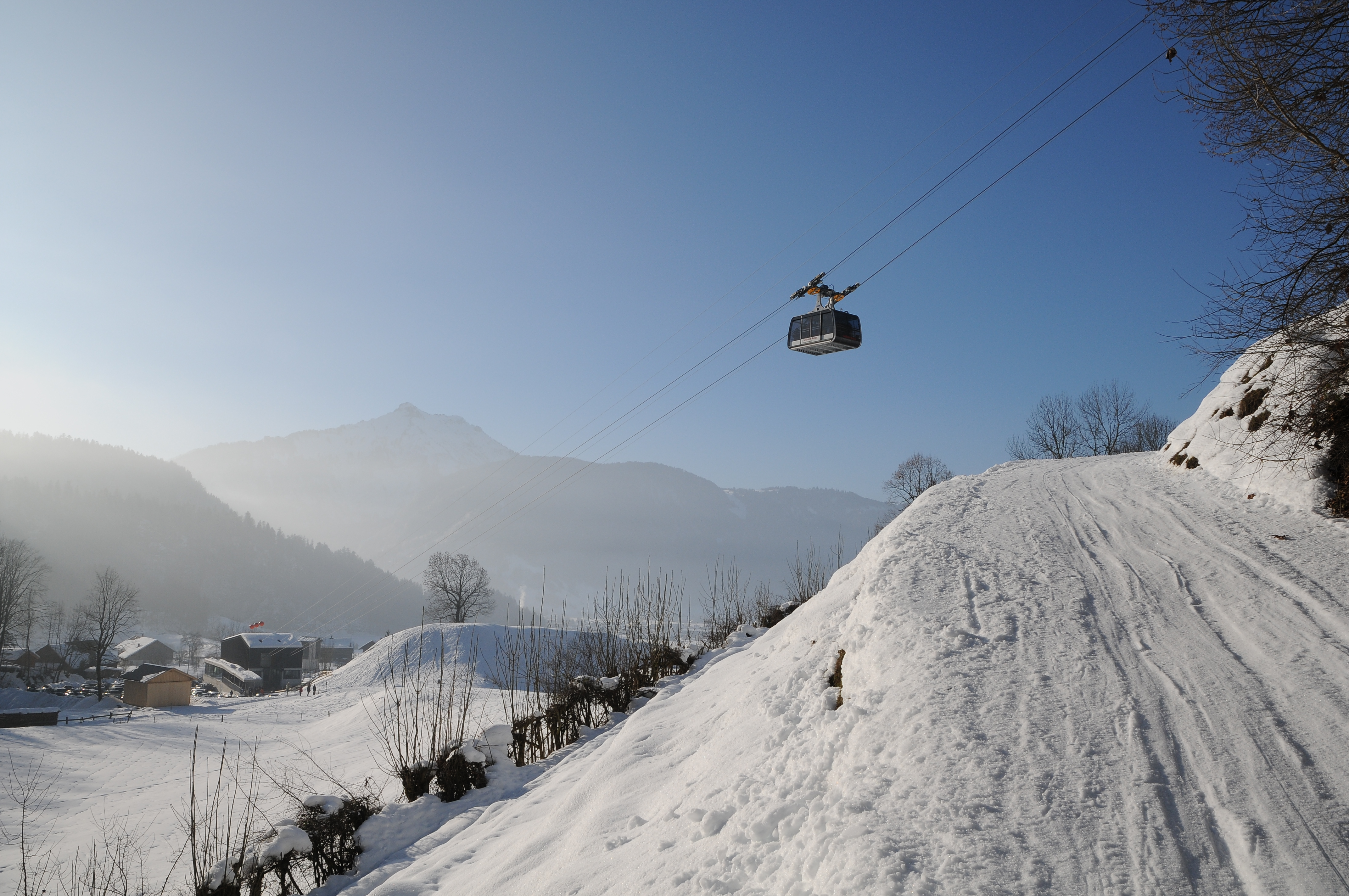
Neue Seilbahn Bezau (2011)

Die Seilbahn Bezau ist eine Luftseilbahn in Bezau im österreichischen Bundesland Vorarlberg. Ihre etwa 1½ km vom Ortskern entfernte Talstation befindet sich auf 680 m ü. A. Die Bahn führt über die Mittelstation Sonderdach (1200 m ü. A.) zur Bergstation  Baumgarten auf Höhe 1630 m ü. A. ins Gemeindegebiet Andelsbuch. Besitzer ist die Seilbahn Bezau GmbH & Co KG, an der die Marktgemeinde Bezau finanziell beteiligt ist.
Die Seilbahnanlage ist im Jahr durchschnittlich 310 Tage in Betrieb. Der überwiegende Anteil der Fahrgäste wird in den Sommermonaten befördert, wobei aufgrund der stabilen Thermik am Bergrücken "Niedere" anteilsmäßig besonders viele Paragleiter zum Startplatz Baumgartenhöhe befördert werden.

## Geschichte

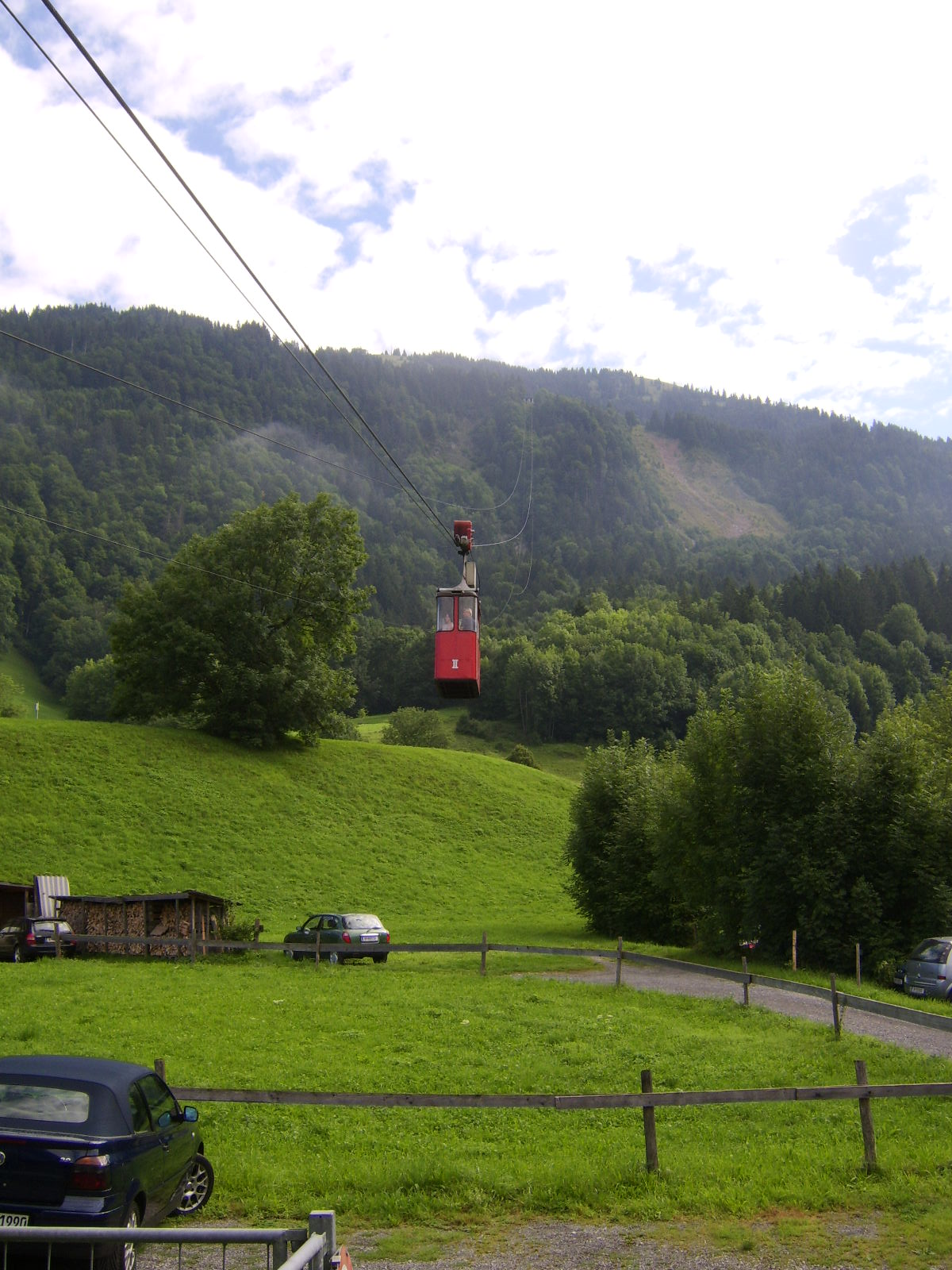
Alte Seilbahn

Die erste Sektion der Seilbahn Bezau (Sonderdachbahn I) wurde 1955 eröffnet. Diese führte von Bezau in den Weiler Sonderdach (siehe auch Elternhaus von Toni Innauer). 1960 wurde die zweite Sektion (Sonderdachbahn II) vom Weiler Sonderdach auf die Baumgartnerhöhe eröffnet. Beide Sektionen wurden als Pendelseilbahnen ausgeführt.

### Technische Daten der alten Anlage
| Daten                       | Sonderdachbahn I | Sonderdachbahn II |
| --------------------------- | ---------------- | ----------------- |
| Baujahr                     | 1955             | 1960              |
| Eröffnung                   | 25.12.1955       | 24.1.1960         |
| Höhe Talstation             | 680              | 1169              |
| Höhe Bergstation            | 1169             | 1574              |
| Höhendifferenz              | 489              | 405               |
| Horizontale Länge           | 1170 m           | 734 m             |
| Schräge Länge               | 1270 m           | 836 m             |
| Größte Neigung              | 65 %             | 58 %              |
| Personen je Kabine          | 8                | 6                 |
| höchste Fahrgeschwindigkeit | 6 m/s            | 4 m/s             |
| maximale Förderleistung     | 97 Personen      | 70 Personen       |

Der Antrieb der Bahn befand sich jeweils in der Talstation (Bezau bzw. Sonderdach). Es handelte sich um regelbare Drehstromantriebe (Schleifringläufermotor). Die Leistung wurde ursprünglich händisch vom Maschinisten über elektrische Last-Widerstände der jeweilige Lastsituation und Fahrgeschwindigkeit angepasst.

## Neubau

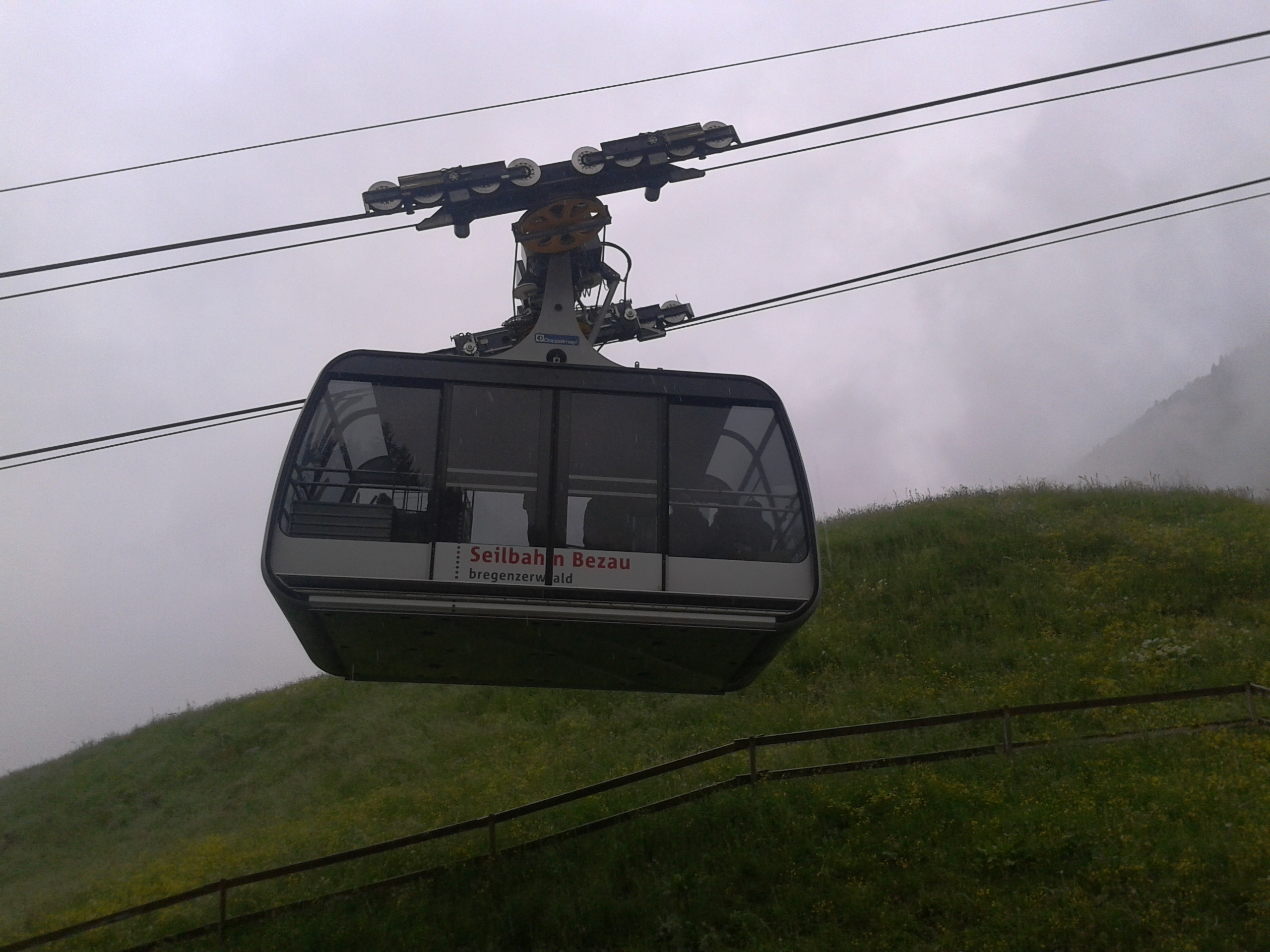
Erste Fahrt am Morgen (Kontrollfahrt)

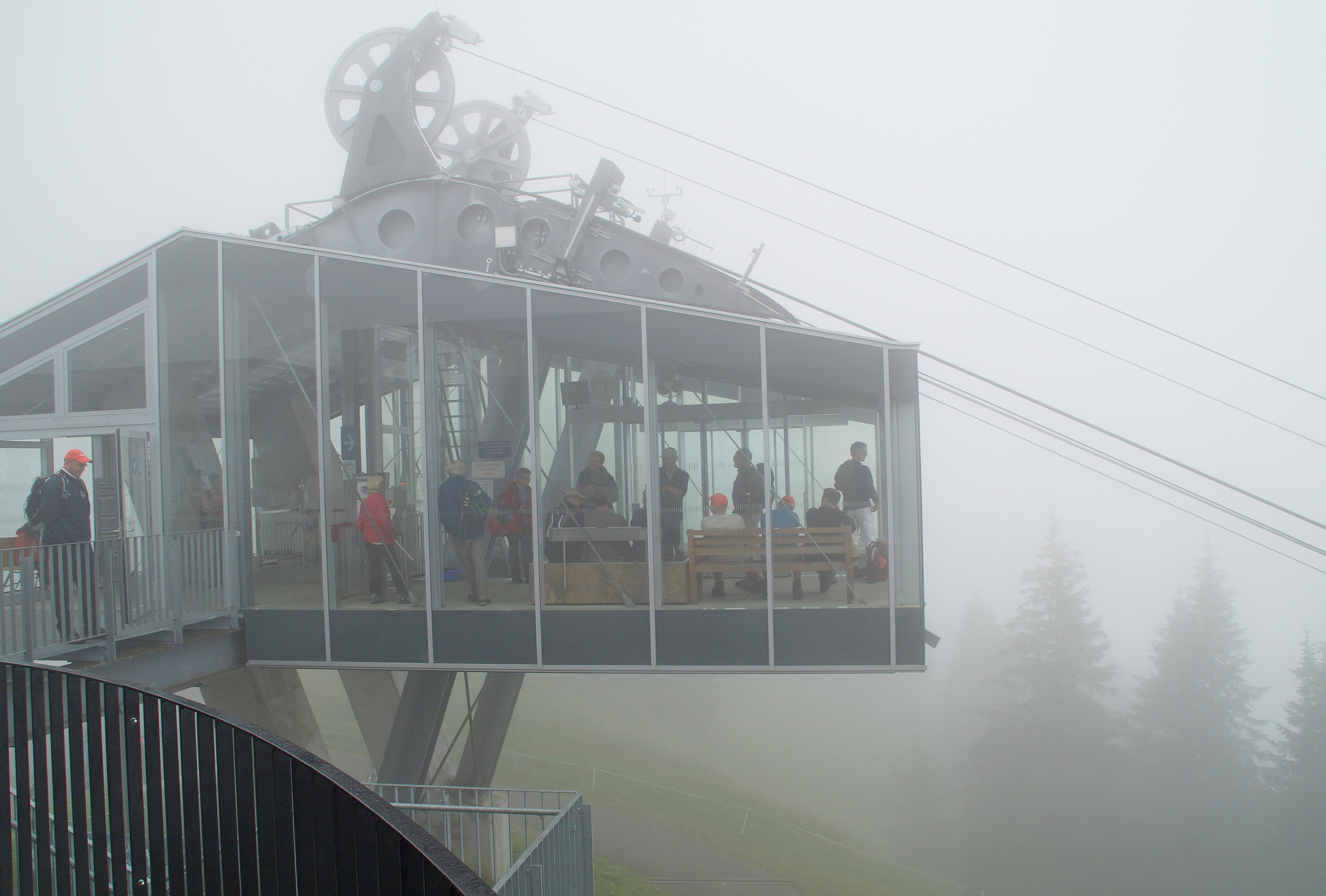
Bergstation im Nebel

Die Seilbahn Bezau wurde 2010 nach langjähriger Diskussion und Vorbereitung umfassend erneuert. Die neue Kabinenbahn bietet nun Platz für 60 Personen. Das System wurde von einer Pendelseilbahn mit zwei Kabinen auf das System "Funifor" Fa. Doppelmayr mit einer Kabine abgeändert. Die neue Seilbahn in Bezau nach diesem System "Funifor" ist die erste dieser Art in Österreich.
Die Bergstation Baumgarten wurde neu gebaut und ein Panoramarestaurant hinzugefügt.

### Gründe für den Umbau
Die ursprüngliche Konzession der Seilbahn wäre im Jahr 2014 ausgelaufen und die Neukonzessionierung hätte erhebliche Investitionen in die Technik erfordert. Die Förderleistung beider Sektionen galt seit Jahren als ungenügend, um dem Fahrgastaufkommen zu entsprechen.
Durch die neue Seilbahn wurde eine höhere Förderleistung erreicht und soll sowohl der Sommerbetrieb (Wandern, Paragliding) als auch der Winterbetrieb gestärkt  werden (das Schigebiet Andelsbuch/Niedere soll besser angebunden werden - Attraktivitätssteigerung).

### Technische Daten der neuen Anlage
Der Höhenunterschied von 930 Metern wird mithilfe einer einspurigen Pendelbahn auf einer schrägen Länge von 2170 Metern überwunden. In etwa 2.000 Betriebsstunden im Jahr sollen bei einer Fahrgeschwindigkeit von maximal 12 m/s etwa 120.000 Personen befördert werden, wobei die maximale Förderleistung bei 345 Personen pro Stunde liegt.
In der Kabinen können bis zu 60 Personen (und zusätzlich ein Mann Bedienungspersonal) oder 4575 Kilogramm transportiert werden. In der Mitte der Seilbahnanlage befindet sich eine Zwischenstation (Mittelstation Sonderdach) zum Zu- und Ausstieg von Personen.
Durch den Umbau der Anlage wurde die Gesamtkapazität der Förderleistung der Anlage im Vergleich zu den ersten beiden Anlagen mehr als verdoppelt.